# Richard Handl
Richard Handl (nascido em 23 de maio de 1980) é um cidadão sueco conhecido por tentar construir um reator reprodutor em seu apartamento em Ängelholm, Suécia, por seis meses em 2011 com a intenção de criar uma reação nuclear.
Após trabalhar em uma fábrica por quatro anos, Handl ficou desempregado e decidiu começar uma coleção de elementos da tabela periódica. Por curiosidade ele começou experiências com seus elementos coletados para observar se ele poderia criar uma reação nuclear.
O experimento de Handl incluía a aquisição de um material físsil de fora do país, um radiador adequado para transmutação e instrumentos para medir a reação, incluindo um contador Geiger. Ele gastou cerca de 5 mil a 6 mil coroas suecas em materiais e equipamentos.  Experimentos foram feitos com trítio, amerício, alumínio, berílio, tório, rádio e urânio, no qual, a maior parte deles foram adquiridos de companhias estrangeiras. Uma das etapas envolveu o cozinhamento de amerício, rádio e berílio em 96% de ácido sulfúrico no fogão a fim de misturar mais facilmente os ingredientes; isso resultou em uma explosão. Ele mantinha um blog chamado *Richard's Reactor" em que ele documentou o progresso do reator.
Em 22 de julho de 2011 ele foi detido pela polícia depois de contactar a Autoridade Sueca de Segurança de Radiação (SSM, Strålsäkerhetsmyndigheten) para indagar se seu projeto era legal ou não. Seu apartamento foi encontrado, e os materiais radiativos, assim como seu computador foram apreendidos pela polícia. Ele foi libertado e, então, condenado em julho de 2014 pela violação da lei de segurança contra radiação e pela violação do Código Ambiental Sueco. Uma multa de 13.600 coroas suecas foi imposta.